# Кириллов, Павел Леонидович
Павел Леонидович Кириллов — советский и российский учёный в области теплообмена в жидких металлах, профессор, доктор технических наук, заслуженный деятель науки и техники РСФСР (1988).

## Биография
Родился 20 августа 1927 года в Чистополе (Татарская АССР).
Окончил Чистопольскую среднюю школу № 2 (1944) и Московский энергетический институт по специальности «теплофизика» (1950).
Всё последующее время работал в ФЭИ в должностях от младшего научного сотрудника до директора отделения, заместителя директора по научной работе Института тепломассообменных процессов ЯЭУ ГНЦ РФ ФЭИ имени А. И. Лейпунского. Последняя должность — советник генерального директора ФЭИ.
В 1958 году защитил кандидатскую диссертацию на тему «Роль контактного термического сопротивления при теплообмене жидких металлов» по специальности «теплофизика».
В 1965 году присвоено учёное звание доцента по кафедре теплофизики.
В 1969 году в Институте высоких температур АН СССР защитил докторскую диссертацию «Теплообмен в жидких металлах (однофазный и двухфазные потоки)» по специальности теплофизика.
В 1970 году присвоено учёное звание профессора.
С 1959 г. по совместительству преподавал и вёл научную работу в Обнинском филиале МИФИ. С 1972 года зав. кафедрой «Теплофизика» с 1976 по 1988 год первый заведующий кафедрой «Атомные электростанции», а затем профессор этой кафедры.
Под его научным руководством подготовлено 15 кандидатских и 5 докторских диссертаций.
Сфера научных интересов — поведение жидкометаллических теплоносителей в реакторах. Участвовал в создании реакторов для гражданских и военных нужд.
Автор более 300 научных публикаций, в том числе 10 книг и монографий, трёхтомного «Справочника по теплогидравлическим расчётам».
Получил 7 авторских свидетельств на изобретения.
Заслуженный деятель науки и техники РСФСР (1988). Заслуженный работник атомной промышленности Российской Федерации. Награждён орденами «Знак Почёта» (1966), Трудового Красного Знамени (1981), «За заслуги перед Отечеством» IV степени (1995).
Умер 8 октября 2021 года.

### Семья
Жена — Вирда Мухамедовна Абрамова, кандидат технических наук. Дочь - Галина Павловна Богословская, кандидат технических наук (1990).